# Projeto Dayton
O Projeto Dayton foi um projeto de pesquisa e desenvolvimento para produzir polônio durante a Segunda Guerra Mundial, como parte do Projeto Manhattan para construir as primeiras bombas atômicas. O trabalho ocorreu em vários locais em Dayton, Ohio, e arredores. Os envolvidos no projeto foram responsáveis pela criação dos iniciadores de nêutrons modulados baseados em polônio, usados para iniciar as reações em cadeia nas bombas atômicas.
O Projeto Dayton começou em 1943, quando Charles Allen Thomas, da Monsanto, foi recrutado pelo Projeto Manhattan para coordenar o trabalho de purificação e produção de plutônio em diversos locais. Cientistas do Laboratório Nacional de Los Alamos calcularam que uma bomba de plutônio necessitaria de um iniciador de nêutrons. As fontes de nêutrons mais conhecidas usavam polônio e berílio, então Thomas assumiu a produção de polônio nos laboratórios da Monsanto em Dayton. Diferentemente da maioria das atividades do Projeto Manhattan, realizadas em locais remotos, o Projeto Dayton foi conduzido em uma área urbana povoada. Ele funcionou de 1943 a 1949, quando os Laboratórios Mound foram concluídos em Miamisburg, Ohio, e o trabalho foi transferido para lá.
O projeto desenvolveu técnicas para extrair polônio do minério de dióxido de chumbo [en] em que ocorre naturalmente e de alvos de bismuto bombardeados por nêutrons em um reator nuclear. Os iniciadores de nêutrons baseados em polônio foram usados tanto na arma de fissão de tipo balístico Little Boy quanto na bomba de implosão Fat Man, empregadas nos bombardeios atômicos de Hiroshima e Nagasaki. O uso de polônio como iniciador permaneceu classificado até a década de 1960, mas George Koval, técnico do Destacamento Especial de Engenheiros do Projeto Manhattan, infiltrou-se no Projeto Dayton como espião da União Soviética.

## Contexto
Em dezembro de 1942, durante a Segunda Guerra Mundial, Charles Allen Thomas, químico e diretor de pesquisa da Monsanto em St. Louis, ingressou no Comitê de Pesquisa de Defesa Nacional (NDRC) como chefe adjunto da Divisão 8, responsável por propelentes e explosivos. No início de 1943, ele viajou ao leste com Richard C. Tolman, membro do NDRC, e James B. Conant, presidente da Universidade Harvard e presidente do NDRC, para assistir a uma demonstração de um novo explosivo subaquático. Conant e Tolman aproveitaram para investigar discretamente o histórico de Thomas. Ele foi então convidado para uma reunião em Washington, D.C., com o Brigadeiro-General Leslie R. Groves, Jr., diretor do Projeto Manhattan. Thomas encontrou Conant também presente.
Groves e Conant buscavam aproveitar a expertise industrial de Thomas. Eles ofereceram a ele o cargo de adjunto de Robert Oppenheimer, diretor do Laboratório Nacional de Los Alamos no Novo México, mas Thomas não quis mudar sua família nem abandonar suas responsabilidades na Monsanto. Em vez disso, aceitou coordenar o trabalho de purificação e produção de plutônio realizado em Los Alamos, no Laboratório Metalúrgico em Chicago, no Laboratório de Radiação em Berkeley e no Laboratório Ames (Projeto Ames [en]) em Iowa. A química e metalurgia em Los Alamos seriam lideradas pelo jovem Joseph W. Kennedy.
Em Los Alamos, o físico Robert Serber propôs que, em vez de depender da fissão espontânea, a reação em cadeia da bomba atômica deveria ser iniciada por um iniciador de nêutrons. As fontes de nêutrons mais conhecidas eram rádio-berílio e polônio-berílio. O polônio foi escolhido devido à sua meia-vida de 138 dias, intensa o suficiente para ser útil, mas não tão longa a ponto de ser estocada. Thomas assumiu o desenvolvimento de técnicas para refinar polônio industrialmente para uso com berílio nos iniciadores de nêutrons internos "urchin". Esse esforço tornou-se o Projeto Dayton.

## Organização

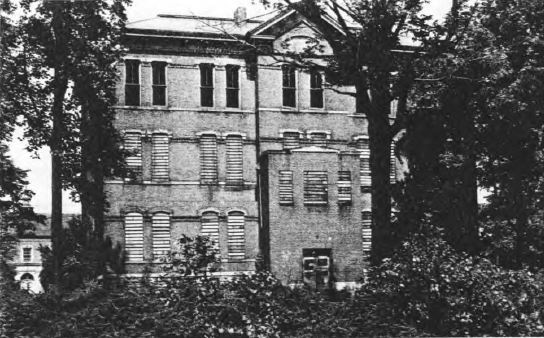
Projeto Dayton – Unidade III em setembro de 1943.

Thomas trouxe pessoal-chave dos Laboratórios Thomas e Hochwalt da Monsanto em Dayton, Ohio, incluindo Caroll Hochwalt, James Lum e Nicholas Samaras. Thomas tornou-se Diretor do Projeto Dayton, com Hochwalt como Diretor Assistente e Lum como Diretor do Laboratório. Decidiram que cerca de doze químicos seriam necessários, e Lum começou a recrutar professores, estudantes de pós-graduação e químicos industriais de universidades e laboratórios da região. Os primeiros recrutas começaram em agosto de 1943, mas poucos tinham experiência em radioquímica. O número de funcionários cresceu de 46 em tempo integral no final de 1943 para 101 no final de 1944, 201 no final de 1945 e 334 no final de 1946, incluindo 34 membros do Destacamento Especial de Engenheiros do Exército.

## Locais
O espaço de escritório foi inicialmente encontrado nos escritórios da Monsanto na 1515 Nicholas Rd, conhecidos como Unidade I. A Unidade II era a fábrica de propelentes de foguetes da Monsanto perto da Betty Lane, próxima à Ohio State Route 741. Embora administrada pela Monsanto, não foi usada pelo Projeto Dayton. O local manipulava explosivos como nitrato de amônio e picrato de amônio, mas nenhum material radioativo foi tratado lá. As atividades na Unidade II cessaram no outono de 1945. Considerou-se usá-la em dezembro de 1946, mas a proposta foi rejeitada em favor da construção de um barracão Quonset na Unidade III.
Um local para laboratório foi encontrado na 1601 W. First Street, originalmente construído para abrigar o Seminário Teológico Unido. Era um prédio de tijolos de três andares construído em 1879, pertencente ao Conselho de Educação de Dayton, que o usava como armazém. A Monsanto alugou o local em 15 de outubro de 1943 e começou a convertê-lo em laboratório, conhecido como Unidade III. O prédio estava em péssimo estado, com muitas janelas quebradas e a escada entre o segundo e terceiro andares ausente. Foram instalados novos sistemas de aquecimento e iluminação, janelas foram substituídas, novo piso foi colocado e algumas salas foram replastradas. Foram adicionadas duas guaritas, conhecidas como edifícios J e K, um galpão de armazenamento químico chamado edifício F e uma cerca de arame. As atividades laboratoriais foram transferidas da Unidade I em 25 de setembro. Inicialmente, apenas os dois andares inferiores foram ocupados, fornecendo 557 m² de espaço laboratorial. Posteriormente, o terceiro andar também foi ocupado, adicionando mais 280 m². Em maio de 1945, cinco edifícios temporários adicionais foram construídos em terreno alugado do Conselho de Educação, abrigando escritórios, uma cafeteria, vestiários, um laboratório de física e uma lavanderia. Uma nova guarita também foi construída. Dois edifícios portáteis foram adicionados em 1946.

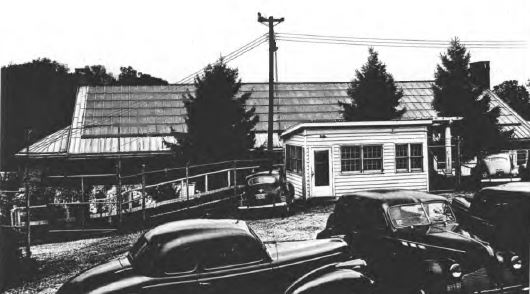
Projeto Dayton – Unidade IV em outubro de 1947.

Em 1944, o espaço estava escasso, e a Monsanto começou negociações para adquirir o Runnymede Playhouse no rico subúrbio residencial de Oakwood. Construído em 1927, o Playhouse era uma instalação de lazer que incluía uma piscina ao ar livre, um salão de baile, uma quadra de squash, uma quadra de tênis com piso de cortiça e um palco para teatro comunitário. Possuía chuveiros com mármore italiano e uma garagem de um andar e meio. O imóvel pertencia à Talbott Realty Company, controlada pela família da esposa de Thomas. Os Talbotts eram herdeiros da Delco, então parte da General Motors. O Conselho Municipal de Oakwood queria o Playhouse como centro comunitário. Thomas compareceu ao conselho e garantiu que não seria danificado, embora não pudesse revelar seu propósito. Quando a Talbott Realty hesitou em vender, o Corpo de Engenharia do Exército dos Estados Unidos desapropriou a propriedade, que se tornou a Unidade IV em 15 de fevereiro de 1944. Um contrato de locação foi assinado em 10 de março de 1944, pagando à Talbott Realty $4.266,72 por ano. O contrato, inicialmente até 30 de junho de 1944, foi prorrogado anualmente até 30 de junho de 1949, estipulando a devolução do imóvel em sua condição original. A Talbott Realty foi informada que o local seria usado para produzir filmes de treinamento.

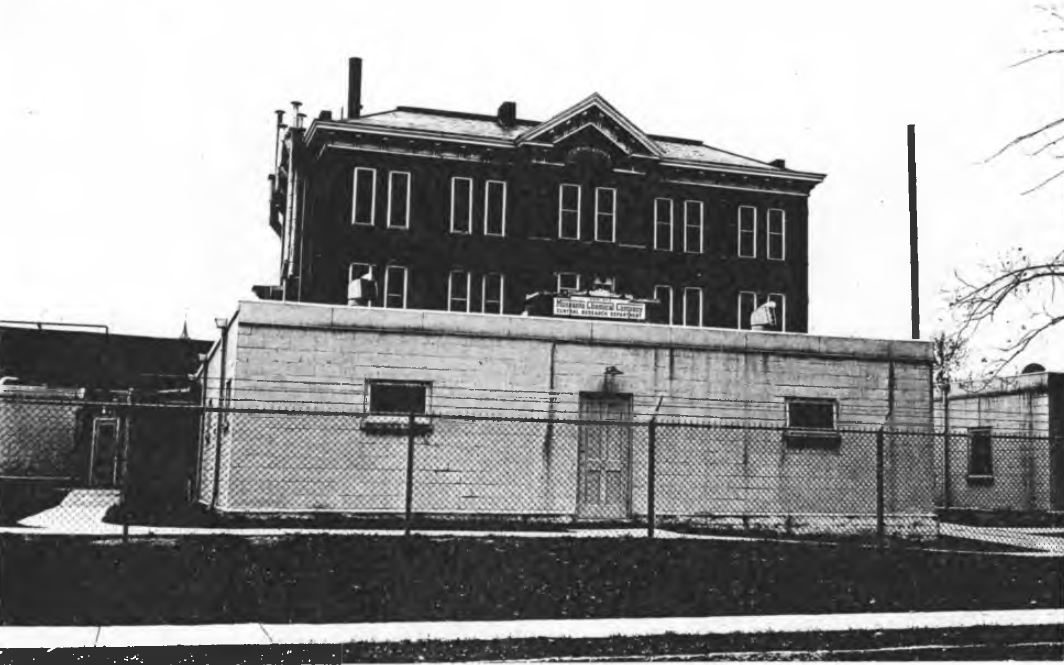
Projeto Dayton – Unidade III em outubro de 1947.

A remodelação começou em 17 de março de 1944. As quadras de tênis foram subdivididas em várias salas. O teto foi rebaixado, e sistemas de aquecimento, ar-condicionado e filtragem de ar foram adicionados. Uma das estufas foi convertida em um dique de carregamento. O imóvel foi cercado por uma cerca de arames farpados, iluminada à noite e patrulhada 24 horas por guardas armados; havia 43 guardas nas Unidades III e IV. O Grupo de Produção começou a se instalar em 1 de junho. Foram adicionadas três guaritas e uma cerca de arame. As alterações no local foram minimizadas para facilitar a restauração posterior. Por estar em uma área residencial, esforços foram feitos para minimizar ruídos e outras perturbações.
Em maio de 1945, a Monsanto alugou três andares de um armazém na 601 East Third Street da General Electric. Inicialmente, foi usado para receber e armazenar equipamentos do projeto. Mais tarde, o quarto andar foi usado como escritório, e um laboratório foi estabelecido no quinto andar para estudos sobre os efeitos do polônio em animais. Análises de bioensaio foram realizadas lá para minimizar a contaminação por polônio.

## Pesquisa
Poucas pessoas haviam visto polônio antes. Era um metal prateado que, em um quarto escuro, emitia um brilho roxo misterioso. O polônio ocorre naturalmente em vários minérios, e os resíduos de dióxido de chumbo da refinaria em Port Hope [en], Ontário, após a remoção de urânio e rádio, continham cerca de 0,2 a 0,3 mg de polônio por tonelada métrica. Um curie de polônio pesa cerca de 0,2 mg. Port Hope já estava sob contrato do Projeto Manhattan para fornecimento e refino de minério de urânio. O primeiro lote de 3.289 kg de dióxido de chumbo radioativo foi entregue ao Projeto Dayton em 10 de novembro de 1943. O primeiro lote de 227 kg foi processado até 8 de dezembro, disponibilizando 30 µCi de polônio para experimentos uma semana depois.
Três processos foram investigados para extrair o polônio do minério. J. H. Dillon, da Firestone Tire and Rubber Company, havia patenteado um processo em que o óxido de chumbo era dissolvido em ácido clorídrico:
PbO2 + 4 HCl → 
PbCl2 + 
Cl2 + 2
H2O
O polônio podia então ser depositado em chapas de cobre ou níquel. Isso exigia equipamentos de grande escala revestidos de vidro, indisponíveis em Dayton, mas disponíveis na planta B da Monsanto em Sauget, Illinois. Após testes em pequena escala na Unidade III confirmarem a viabilidade, cerca de três toneladas de dióxido de chumbo foram enviadas à planta B, recuperando 2,50 Ci. Remover o polônio das chapas de cobre e níquel foi problemático.
Um segundo método tentou um processo em forno. A ideia era torrar o dióxido de chumbo e vaporizar o polônio. O problema era que o dióxido de chumbo formava escória a 700 °C, temperatura baixa demais. Então, tentou-se o ortofosfato de chumbo, que formava escória a 900 °C, produzido pela mistura do dióxido de chumbo com ácido fosfórico. Experimentos mostraram que o polônio vaporizava bem quando o ortofosfato de chumbo era aquecido a 750 °C por quatro horas. No entanto, o processo enfrentou problemas com poeira, matérias estranhas e contaminação de pessoal e equipamentos.
O terceiro método dissolveu o dióxido de chumbo em uma mistura de ácido nítrico concentrado e peróxido de hidrogênio:
PbO2 + 2
HNO3 + 
H2O2 → 
Pb(
NO3)2 + 
O2 + 2
H2O
Esse foi o melhor método para separar o polônio do dióxido de chumbo, embora houvesse problemas com a precipitação de contaminantes como ferro e alumínio. Cerca de 32 toneladas de dióxido de chumbo foram tratadas com ácido nítrico, produzindo cerca de 40 Ci de polônio, mas o processo não passou da fase piloto, pois uma fonte melhor de polônio tornou-se disponível. O dióxido de chumbo não foi comprado pelo Projeto Manhattan e, no início da guerra, foi adquirido pelo governo canadense. Em junho de 1945, o chumbo foi precipitado como uma pasta de carbonato de chumbo e enviado à área de Madison Square do Projeto Manhattan para secagem e devolução ao Canadá.

## Produção
O polônio também podia ser produzido por irradiação de nêutrons em bismuto. Em 1943, o único polônio assim produzido vinha de cíclotrons, mas o desenvolvimento de reatores nucleares pelo Projeto Manhattan oferecia a perspectiva de produzir grandes quantidades:
209
83Bi
 + n → 210
83Bi
 → 210
84Po
 + β
Uma tonelada métrica de bismuto irradiada no Reator de Grafite X-10 do Projeto Manhattan em Oak Ridge, Tennessee, continha de 32 a 83 Ci de polônio, uma grande melhoria em relação aos rendimentos do dióxido de chumbo de Port Hope. O bismuto irradiado vinha de Clinton em tijolos de 30,5 cm x 9,5 cm x 9,5 cm, pesando cerca de 26 kg. Eram transportados por trem em caixas de madeira e armazenados em uma cavidade forrada de azulejos no piso da Unidade IV.
Esses procedimentos eram adequados porque a quantidade de polônio no bismuto ainda era baixa, mas a partir de junho de 1945, o Projeto Dayton começou a receber bismuto irradiado nos reatores mais potentes do Hanford Site em Washington, que se tornou a principal fonte de suprimento. Mesmo em Clinton, o bismuto desprotegido causava problemas quando um tijolo se quebrava e lascas caíam em recipientes de pastilhas de urânio, exigindo separação manual perigosa. As pastilhas de bismuto irradiadas em Hanford eram, portanto, enlatadas em alumínio. As pastilhas enlatadas tinham 3,8 cm de diâmetro e 10 cm ou 20 cm de comprimento. O alumínio continha impurezas como ferro, manganês, cobre, chumbo, estanho, zinco, silício, titânio, níquel, magnésio, cromo, vanádio, bismuto e gálio, que, quando irradiadas, podiam formar isótopos radioativos. A maioria não era preocupante, pois tinha meias-vidas curtas e se tornava inofensiva durante o período de resfriamento em água em Hanford; mas o ferro podia formar ferro-59, com meia-vida de 45 dias, emitindo radiação gama. As pastilhas eram enviadas em barris, cada um contendo vários tubos com as pastilhas, com espaços preenchidos com chumbo. Em Dayton, eram armazenadas em um cofre forrado de chumbo com portas dos dois lados contendo tubos. Também eram armazenadas em prateleiras submersas, podendo ser removidas com pinças. Um periscópio permitia verificar as marcações de identificação sem retirá-las da água.
Até o final de 1946, Hanford enviava material com até 13.200 Ci por tonelada métrica de bismuto. O bismuto era comprado da ASARCO [en] com a maior pureza possível. Era enviado a Hanford, onde era enlatado e colocado em um reator por 100 dias. As pastilhas irradiadas eram transportadas por estrada até a Unidade IV, onde eram banhadas em ácido clorídrico, dissolvendo o alumínio. Isso formava uma solução de cloreto de alumínio, descartada por ser altamente radioativa devido às impurezas de ferro. As pastilhas de bismuto eram então dissolvidas em água régia. Como era fraca para eletrodeposição do polônio, o ácido nítrico era removido, e o polônio era depositado em bismuto com a adição de bismuto em pó, resultando em uma concentração de 100:1. Isso podia ser repetido dissolvendo novamente em água régia para alcançar uma concentração de 1000:1. O polônio era então eletrodepositado em folhas de platina. O principal problema era a necessidade de recipientes revestidos de vidro devido à água régia e mecanismos para manuseio seguro do material radioativo. O Projeto Dayton explorou métodos alternativos de purificação, que se mostraram viáveis, mas menos eficientes ou seguros.
O primeiro carregamento de polônio partiu para Los Alamos em 15 de março de 1944, em uma mala forrada de chumbo transportada por um correio militar. Remessas regulares foram feitas posteriormente. Os testes de iniciadores em Los Alamos exigiram mais polônio do que o previsto, e em dezembro de 1944, Oppenheimer pediu a Thomas o envio de 20 Ci por mês. O Projeto Dayton conseguiu atender. Em fevereiro de 1945, Thomas concordou em aumentar os envios para 100 Ci por mês até junho e 500 Ci por mês até dezembro.
O custo total do Projeto Dayton até o final de 1946 foi de $3.666.507 (aproximadamente $59.1 milhões em valores atuais).
| Data                        | Custo         |
| --------------------------- | ------------- |
| Maio–Novembro de 1943       | $133.275,42   |
| Janeiro–Dezembro de 1944    | $996.538,41   |
| Janeiro–Dezembro de 1945    | $1.131.644,59 |
| Janeiro–Dezembro de 1946    | $1.605.048,93 |
| Total de despesas 1943–1946 | $3.866.507,35 |

## Saúde e segurança
Os funcionários do Projeto Dayton não podiam comer ou fumar nas áreas de processamento e tinham que esfregar as mãos antes de sair dessas áreas. Os químicos usavam equipamentos de proteção, com luvas cirúrgicas, de pano e de borracha em três camadas. Ao sair para o almoço ou ao final do turno, lavavam as mãos com ácido clorídrico diluído e sabão. O resíduo radioativo nas mãos era medido com um contador Geiger especial projetado pelo físico John J. Sopka. Não eram permitidos mais de mil contagens por minuto por mão. Eles tomavam banho ao final de cada dia de trabalho e eram submetidos a testes semanais de urina. Funcionários com níveis elevados de polônio eram proibidos de entrar nas áreas de processamento. Trabalhar com polônio sem espalhar contaminação era quase impossível. Felizmente, o polônio não costuma se acumular nos ossos como o rádio ou plutônio, sendo excretado facilmente na urina. Métodos de detecção já haviam sido desenvolvidos, facilitando o rastreamento. A funcionária da Unidade IV com os maiores níveis de polônio na urina havia contaminado seu cabelo e frequentemente segurava grampos de cabelo na boca.

## Espionagem
George Koval foi recrutado pelo Exército dos Estados Unidos em 1943 e integrado ao Destacamento Especial de Engenheiros do Projeto Manhattan. Inicialmente, foi designado para as Obras de Engenharia Clinton, onde seu trabalho como oficial de física da saúde lhe dava amplo acesso ao local. Ele começou a passar segredos sobre a produção de polônio em Oak Ridge para a União Soviética por meio de seu contato na GRU (inteligência militar soviética), codinome "Clyde". Em 1945, Koval foi transferido para Dayton. Novamente, seu trabalho como oficial de física da saúde lhe dava amplo acesso à instalação secreta. Em 2007, o presidente russo Vladimir Putin concedeu postumamente a Koval uma estrela de ouro, tornando-o herói da Federação Russa por seu trabalho como espião da GRU, codinome "Delmar". Autoridades russas afirmaram que o iniciador da bomba RDS-1 foi "preparado segundo a receita fornecida por Delmar". O uso de polônio como iniciador permaneceu classificado até a década de 1960.

## Iniciadores
Após Leonard I. Schiff [en] calcular que um iniciador poderia melhorar a eficiência de uma arma de fissão de tipo balístico, Oppenheimer aprovou, em 15 de março de 1945, a inclusão de iniciadores no projeto da bomba Little Boy. Os iniciadores foram testados para garantir que fossem robustos o suficiente para transporte em avião e quedas acidentais. Cerca de 40 iniciadores foram enviados para Tiniã, onde quatro foram inseridos na bomba usada no bombardeio de Hiroshima.
O iniciador usado no projeto da bomba Fat Man, lançada em Nagasaki, foi codinomeado "urchin". Para aumentar a eficiência da explosão, o iniciador precisava emitir muitos nêutrons em poucos microssegundos enquanto o fosso de plutônio estava totalmente comprimido. No centro da bomba havia uma esfera sólida de berílio com 0,4 cm de diâmetro, revestida de ouro e coberta com 20 Ci de polônio. O ouro impedia que as partículas alfa do polônio atingissem o berílio. Essa esfera se encaixava dentro de dois hemisférios de berílio com 15 sulcos paralelos na superfície interna. Esses sulcos convertiam a onda de choque da implosão em jatos que fragmentavam as esferas, misturando berílio e polônio para emitir nêutrons. Os hemisférios eram niquelados, e a superfície externa era revestida de ouro e 30 Ci de polônio. O iniciador de 2 cm, quente ao toque, encaixava-se perfeitamente no orifício de 2 cm no centro do fosso de plutônio.

## Laboratórios Mound

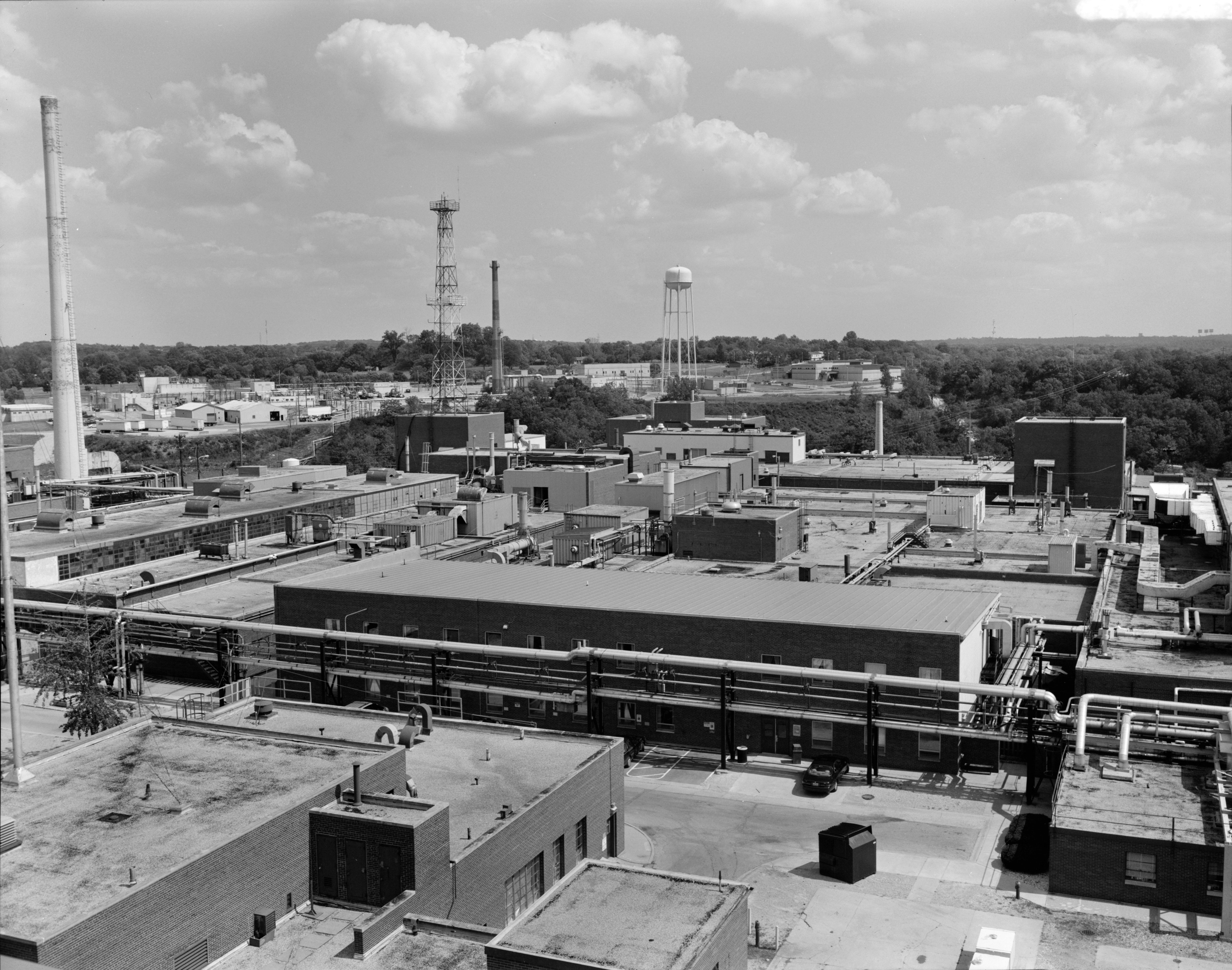
Vista sudeste dos Laboratórios Mound.

Em 1945, o Projeto Dayton havia adquirido tal importância que o Projeto Manhattan decidiu transformá-lo em uma instalação permanente. Inicialmente, planejava-se transferir as operações para Oak Ridge, mas optou-se por um local próximo a Dayton. Poucos cientistas e técnicos queriam se mudar para o Tennessee, e havia preocupações com os perigos de contaminação por polônio em um local de processamento de plutônio. A busca por um local adequado começou no início de 1946, e um foi encontrado em Miamisburg, a cerca de 19 km de Dayton. O local de 72 hectares ficava próximo a um parque estadual com um grande túmulo indígena pré-histórico, que deu o nome aos Laboratórios Mound [en]. Inicialmente, foi chamado de Unidade V. A Monsanto começou a construção em maio de 1946, com a firma de Detroit Giffels and Vallet como arquitetos e a Maxon Construction de Dayton como construtora. O projeto previa um complexo subterrâneo capaz de resistir a um impacto direto de uma bomba de 907 kg, com proteção contra armas biológicas e químicas, a um custo de $17.900.000.
A responsabilidade pela produção de armas nucleares foi transferida do Projeto Manhattan para a Comissão de Energia Atômica em 1947, mas o trabalho continuou nos Laboratórios Mound. O primeiro edifício foi concluído em maio de 1948, e o processamento de polônio começou em fevereiro de 1949. No total, 14 edifícios principais foram construídos, com 34.000 m² de área total, a um custo de $25,5 milhões. Por medo de ataques ou sabotagem, o antigo Complexo de Laboratórios Scioto em Marion, Ohio, foi adquirido pela Comissão de Energia Atômica em 1948. Foi mantido como um local de reserva até não ser mais necessário em 1953.

## Limpeza do local
A Unidade I continuou a ser usada pela Monsanto como instalação administrativa até 1988, quando foi demolida. O terreno foi vendido à Quality Chemicals em 1992 e depois à DuPont em 2002. A Unidade III, antigo Seminário Teológico Unido, foi descontaminada em 1950 e devolvida ao Conselho de Educação de Dayton. O edifício original do seminário foi demolido, mas várias estruturas do Projeto Dayton permanecem. O local foi listado no Registro Nacional de Lugares Históricos em 10 de maio de 2006. Embora o contrato da Unidade IV, o antigo Runnymede Playhouse, estipulasse sua devolução, ela foi considerada muito contaminada. O edifício foi demolido em fevereiro de 1950. As pedras do calçamento da entrada foram removidas, junto com 2,1 m de terra sob a casa. A escavação foi preenchida, e o local foi devolvido à família Talbott, que recebeu $138.750 em compensação. Em 2017, tudo o que restava do Playhouse original era uma maçaneta de latão e parte do telhado da estufa, que faziam parte da coleção do Museu de Ciência e Energia de Mound. Residências particulares agora ocupam o local. O Armazém de Dayton foi descontaminado em 1950 e devolvido aos proprietários. Os Laboratórios Mound continuaram a produzir iniciadores de polônio até 1969. O polônio foi produzido lá para vendas comerciais e uso em satélites até 1972. Os laboratórios foram desativados em 1993, e a área foi descontaminada. Em 2017, abrigava o Centro de Tecnologia Avançada de Mound.
Em 1996, o Departamento de Energia, que sucedeu à Comissão de Energia Atômica, decidiu que os locais de Dayton, já descontaminados, não justificavam inclusão no Programa de Ação Corretiva de Sítios Anteriormente Utilizados (FUSRAP) do Corpo de Engenheiros. A comunidade local em Dayton estava preocupada que a limpeza não atendesse aos padrões ambientais do século XXI. Assim, o estado de Ohio solicitou ao Congresso dos Estados Unidos que o Corpo de Engenheiros conduzisse uma revisão, realizada em 2004 e 2005. A revisão concluiu que nenhum contaminante radioativo foi encontrado que justificasse a inclusão no FUSRAP.